# Justine Vanhaevermaet
Justine Vanhaevermaet (29 aprile 1992) è una calciatrice belga, attaccante della nazionale belga.

## Carriera

### Club
Justine Vanhaevermaet è cresciuta nel Sinaai Girls, società con la quale ha vinto per tre stagioni consecutive, dal 2009 al 2011, la Coppa del Belgio. Nel 2012 si trasferì all'Anderlecht, rimanendovi per la sola stagione 2012-2013, nella quale giocò la stagione inaugurale della BeNe League, competizione mista belga-olandese. Nel 2013 passò al Lierse, col quale vinse la Coppa del Belgio per altre due volte. Sempre col Lierse giocò altre due stagioni in BeNe League e la stagione inaugurale della Super League, la nuova massima serie del campionato belga, nata nel 2015 dallo scioglimento della BeNe League.
Nel luglio 2016 Vanhaevermaet tornò all'Anderlecht. Con la maglia color malva dell'Anderlecht giocò per due stagioni, vincendo il campionato belga nella stagione 2017-2018. Nel settembre 2018 Vanhaevermaet lasciò il Belgio per trasferirsi in Germania, firmando un contratto col Sand, società militante nella Frauen-Bundesliga. L'esperienza al Sand durò pochi mesi, infatti Vanhaevermaet lasciò il club tedesco nel corso della sosta invernale, dopo aver disputato solamente tre partite in campionato. In seguito, Vanhaevermaet si trasferì in Norvegia per giocare il campionato di Toppserien col Røa.
Alla fine della stagione 2019 Vanhaevermaet cambiò nuovamente club, passando al LSK Kvinner, campione norvegese in carica. Col LSK Kvinner ebbe modo di fare il suo esordio in UEFA Women's Champions League nell'edizione 2020-2021, scendendo in campo in tutte e quattro le partite disputate dalle norvegesi e realizzando una rete nella vittoria sulle bielorusse del FK Minsk nell'andata dei sedicesimi di finale.
Il 17 agosto 2021, Vanhaevermaet si è trasferita al Reading, militante nella Super League, la massima serie del campionato inglese.
Il 3 agosto 2023, è stata ingaggiata a titolo definitivo dall'Everton, sempre in Super League.

### Nazionale
Justine Vanhaevermaet ha fatto parte delle selezioni giovanili del Belgio, giocando undici partite con la selezione under 17 e ventitré con la selezione under 19, scendendo in campo nelle partite di qualificazione alle fasi finali dei campionati europei di categoria. Ha fatto parte della rosa che ha partecipato alla fase finale del campionato europeo under 19 2011, scendendo in campo in tutte e tre le partite giocate dal Belgio e realizzando una rete conto la Russia.
Vanhaevermaet è stata convocata per la prima volta da Ives Serneels, selezionatore della nazionale belga, in occasione dell'amichevole contro l'Austria del 14 agosto 2013, esordendo nel corso del secondo tempo. Nel 2015 venne inserita nella squadra che ha preso parte alla Cyprus Cup 2015, prima edizione disputata dal Belgio, giocando una delle partite della prima fase. Dopo essere stata convocata saltuariamente, ha fatto parte delle rose della nazionale belga nelle edizioni 2017 e 2018 della Cyprus Cup. Nel 2019 Vanhaevermaet è entrata a far parte della nazionale belga in maniera continuativa, giocando in tutte le partite delle qualificazioni al campionato europeo 2022 e condividendo con le compagne l'ammissione alla fase finale. Nel corso delle qualificazioni Vanhaevermaet ha realizzato la sua prima rete in nazionale nella vittoria per 6-1 sulla Romania.

## Statistiche

### Presenze e reti nei club
Statistiche aggiornate al 22 ottobre 2024.
| Stagione           | Squadra            | Campionato         | Campionato | Campionato | Coppe nazionali | Coppe nazionali | Coppe nazionali | Coppe internazionali | Coppe internazionali | Coppe internazionali | Altre coppe | Altre coppe | Altre coppe | Totale | Totale |
| Stagione           | Squadra            | Comp               | Pres       | Reti       | Comp            | Pres            | Reti            | Comp                 | Pres                 | Reti                 | Comp        | Pres        | Reti        | Pres   | Reti   |
| ------------------ | ------------------ | ------------------ | ---------- | ---------- | --------------- | --------------- | --------------- | -------------------- | -------------------- | -------------------- | ----------- | ----------- | ----------- | ------ | ------ |
| 2012-2013          | Anderlecht         | BeNe               | 12         | 2          | CB              | ?               | ?               | -                    | -                    | -                    | -           | -           | -           | 12+    | 2+     |
| 2013-2014          | Lierse             | BeNe               | 25         | 8          | CB              | ?               | ?               | -                    | -                    | -                    | -           | -           | -           | 25+    | 8+     |
| 2014-2015          | Lierse             | BeNe               | 23         | 2          | CB              | ?               | ?               | -                    | -                    | -                    | -           | -           | -           | 23+    | 2+     |
| 2015-2016          | Lierse             | SL                 | ?          | ?          | CB              | ?               | ?               | -                    | -                    | -                    | -           | -           | -           | ?      | ?      |
| Totale Lierse      | Totale Lierse      | Totale Lierse      | 48+        | 10+        | -               | 0+              | 0+              | -                    | -                    | -                    | -           | -           | -           | 48+    | 10+    |
| 2016-2017          | Anderlecht         | SL                 | ?          | ?          | CB              | ?               | ?               | -                    | -                    | -                    | -           | -           | -           | ?      | ?      |
| 2017-2018          | Anderlecht         | SL                 | ?          | ?          | CB              | ?               | ?               | -                    | -                    | -                    | -           | -           | -           | ?      | ?      |
| Totale Anderlecht  | Totale Anderlecht  | Totale Anderlecht  | 12+        | 2+         | -               | 0+              | 0+              | -                    | -                    | -                    | -           | -           | -           | 12+    | 2+     |
| lug.-dic. 2018     | Sand               | FB                 | 3          | 1          | CG              | 0               | 0               | -                    | -                    | -                    | -           | -           | -           | 3      | 1      |
| 2019               | Røa                | TS                 | 21         | 3          | CN              | 3               | 0               | -                    | -                    | -                    | -           | -           | -           | 24     | 3      |
| 2020               | LSK Kvinner        | TS                 | 15         | 2          | CN              | 4               | 2               | UWCL                 | 4                    | 1                    | -           | -           | -           | 23     | 5      |
| gen.-ago. 2021     | LSK Kvinner        | TS                 | 11         | 0          | CN              | 1               | 0               | -                    | -                    | -                    | -           | -           | -           | 12     | 0      |
| Totale LSK Kvinner | Totale LSK Kvinner | Totale LSK Kvinner | 26         | 2          | -               | 5               | 2               | -                    | 4                    | 1                    | -           | -           | -           | 35     | 5      |
| 2021-2022          | Reading            | WSL                | 19         | 2          | CI              | 2               | 1               | -                    | -                    | -                    | WLC         | 3           | 0           | 24     | 3      |
| 2022-2023          | Reading            | WSL                | 20         | 4          | CI              | 2               | 0               | -                    | -                    | -                    | WLC         | 2           | 1           | 24     | 5      |
| Totale Reading     | Totale Reading     | Totale Reading     | 39         | 6          | -               | 4               | 1               | -                    | -                    | -                    | -           | 5           | 1           | 48     | 8      |
| 2023-2024          | Everton            | WSL                | 19         | 1          | CI              | 2               | 1               | -                    | -                    | -                    | WLC         | 3           | 0           | 24     | 2      |
| 2024-2025          | Everton            | WSL                | 5          | 0          | CI              | -               | -               | -                    | -                    | -                    | WLC         | 1           | 0           | 6      | 0      |
| Totale Everton     | Totale Everton     | Totale Everton     | 24         | 1          | -               | 2               | 1               | -                    | -                    | -                    | -           | 4           | 0           | 30     | 2      |
| Totale carriera    | Totale carriera    | Totale carriera    | 173+       | 25+        | -               | 14+             | 4+              | -                    | 4                    | 1                    | -           | 9           | 1           | 200+   | 31+    |

### Cronologia presenze e reti in nazionale
| Cronologia completa delle presenze e delle reti in nazionale ― Belgio | Cronologia completa delle presenze e delle reti in nazionale ― Belgio | Cronologia completa delle presenze e delle reti in nazionale ― Belgio | Cronologia completa delle presenze e delle reti in nazionale ― Belgio | Cronologia completa delle presenze e delle reti in nazionale ― Belgio | Cronologia completa delle presenze e delle reti in nazionale ― Belgio | Cronologia completa delle presenze e delle reti in nazionale ― Belgio | Cronologia completa delle presenze e delle reti in nazionale ― Belgio |
| Data                                                                  | Città                                                                 | In casa                                                               | Risultato                                                             | Ospiti                                                                | Competizione                                                          | Reti                                                                  | Note                                                                  |
| --------------------------------------------------------------------- | --------------------------------------------------------------------- | --------------------------------------------------------------------- | --------------------------------------------------------------------- | --------------------------------------------------------------------- | --------------------------------------------------------------------- | --------------------------------------------------------------------- | --------------------------------------------------------------------- |
| 14-8-2013                                                             | Bad Waltersdorf                                                       | Austria                                                               | 2 – 1                                                                 | Belgio                                                                | Amichevole                                                            | -                                                                     | 66’                                                                   |
| 6-3-2015                                                              | Paralimni                                                             | Belgio                                                                | 0 – 1                                                                 | Sudafrica                                                             | Cyprus Cup 2015                                                       | -                                                                     | 75’                                                                   |
| 23-5-2015                                                             | Sint-Truiden                                                          | Belgio                                                                | 3 – 2                                                                 | Norvegia                                                              | Amichevole                                                            | -                                                                     | 76’                                                                   |
| 16-9-2015                                                             | Tubize                                                                | Belgio                                                                | 5 – 0                                                                 | Polonia                                                               | Amichevole                                                            | -                                                                     | 55’                                                                   |
| 22-9-2015                                                             | Lovanio                                                               | Belgio                                                                | 6 – 0                                                                 | Bosnia ed Erzegovina                                                  | Qual. Euro 2017                                                       | -                                                                     | 82’                                                                   |
| 19-1-2017                                                             | Clairefontaine-en-Yvelines                                            | Francia                                                               | 1 – 2                                                                 | Belgio                                                                | Amichevole                                                            | -                                                                     | squadre B                                                             |
| 3-3-2017                                                              | Larnaca                                                               | Italia                                                                | 1 – 4                                                                 | Belgio                                                                | Cyprus Cup 2017                                                       | -                                                                     | 70’                                                                   |
| 6-3-2017                                                              | Nicosia                                                               | Corea del Nord                                                        | 4 – 1                                                                 | Belgio                                                                | Cyprus Cup 2017                                                       | -                                                                     | 65’                                                                   |
| 2-3-2018                                                              | Larnaca                                                               | Spagna                                                                | 0 – 0                                                                 | Belgio                                                                | Cyprus Cup 2018                                                       | -                                                                     | 78’                                                                   |
| 7-3-2018                                                              | Larnaca                                                               | Sudafrica                                                             | 1 – 2                                                                 | Belgio                                                                | Cyprus Cup 2018 - Finale 5º posto                                     | -                                                                     | 62’                                                                   |
| 24-5-2019                                                             | Pylos-Nestoras                                                        | Grecia                                                                | 1 – 2                                                                 | Belgio                                                                | Amichevole                                                            | -                                                                     | 60’                                                                   |
| 1-6-2019                                                              | Lovanio                                                               | Belgio                                                                | 6 – 1                                                                 | Thailandia                                                            | Amichevole                                                            | -                                                                     | 86’                                                                   |
| 3-9-2019                                                              | Lovanio                                                               | Belgio                                                                | 6 – 1                                                                 | Croazia                                                               | Qual. Euro 2022                                                       | -                                                                     | 46’                                                                   |
| 8-10-2019                                                             | Cluj-Napoca                                                           | Romania                                                               | 0 – 1                                                                 | Belgio                                                                | Qual. Euro 2022                                                       | -                                                                     | 74’                                                                   |
| 8-11-2019                                                             | Zaprešić                                                              | Croazia                                                               | 1 – 4                                                                 | Belgio                                                                | Qual. Euro 2022                                                       | -                                                                     |                                                                       |
| 12-11-2019                                                            | Lovanio                                                               | Belgio                                                                | 6 – 0                                                                 | Lituania                                                              | Qual. Euro 2022                                                       | -                                                                     | 60’                                                                   |
| 4-3-2020                                                              | Parchal                                                               | Nuova Zelanda                                                         | 1 – 1 (7 - 6 dtr)                                                     | Belgio                                                                | Algarve Cup 2020 - Prima fase                                         | -                                                                     |                                                                       |
| 7-3-2020                                                              | Parchal                                                               | Belgio                                                                | 1 – 0                                                                 | Portogallo                                                            | Algarve Cup 2020 - Seconda fase                                       | -                                                                     | 66’                                                                   |
| 10-3-2020                                                             | Lagos                                                                 | Belgio                                                                | 0 – 4                                                                 | Danimarca                                                             | Algarve Cup 2020 - Finale 5º posto                                    | -                                                                     | 62’                                                                   |
| 18-9-2020                                                             | Lovanio                                                               | Belgio                                                                | 6 – 1                                                                 | Romania                                                               | Qual. Euro 2022                                                       | 1                                                                     |                                                                       |
| 22-9-2020                                                             | Thun                                                                  | Svizzera                                                              | 2 – 1                                                                 | Belgio                                                                | Qual. Euro 2022                                                       | -                                                                     |                                                                       |
| 27-10-2020                                                            | Marijampolė                                                           | Lituania                                                              | 0 – 9                                                                 | Belgio                                                                | Qual. Euro 2022                                                       | -                                                                     | 71’                                                                   |
| 1-12-2020                                                             | Lovanio                                                               | Belgio                                                                | 4 – 0                                                                 | Svizzera                                                              | Qual. Euro 2022                                                       | -                                                                     |                                                                       |
| 8-4-2021                                                              | Bruxelles                                                             | Belgio                                                                | 0 – 2                                                                 | Norvegia                                                              | Amichevole                                                            | -                                                                     | 41’ 67’                                                               |
| 11-4-2021                                                             | Bruxelles                                                             | Belgio                                                                | 1 – 0                                                                 | Irlanda                                                               | Amichevole                                                            | -                                                                     |                                                                       |
| 17-9-2021                                                             | Danzica                                                               | Polonia                                                               | 1 – 1                                                                 | Belgio                                                                | Qual. Mondiali 2023                                                   | -                                                                     |                                                                       |
| 21-9-2021                                                             | Bruxelles                                                             | Belgio                                                                | 7 – 0                                                                 | Albania                                                               | Qual. Mondiali 2023                                                   | -                                                                     | 63’                                                                   |
| 21-10-2021                                                            | Lovanio                                                               | Belgio                                                                | 7 – 0                                                                 | Kosovo                                                                | Qual. Mondiali 2023                                                   | 2                                                                     |                                                                       |
| 26-10-2021                                                            | Oslo                                                                  | Norvegia                                                              | 4 – 0                                                                 | Belgio                                                                | Qual. Mondiali 2023                                                   | -                                                                     | 36’                                                                   |
| 25-11-2021                                                            | Lovanio                                                               | Belgio                                                                | 19 – 0                                                                | Armenia                                                               | Qual. Mondiali 2023                                                   | 1                                                                     |                                                                       |
| 30-11-2021                                                            | Lovanio                                                               | Belgio                                                                | 4 – 0                                                                 | Polonia                                                               | Qual. Mondiali 2023                                                   | -                                                                     |                                                                       |
| 12-4-2022                                                             | Pristina                                                              | Kosovo                                                                | 1 – 6                                                                 | Belgio                                                                | Qual. Mondiali 2023                                                   | -                                                                     |                                                                       |
| 23-6-2022                                                             | Lier                                                                  | Belgio                                                                | 4 – 1                                                                 | Irlanda del Nord                                                      | Amichevole                                                            | -                                                                     | 77’                                                                   |
| 26-6-2022                                                             | Lier                                                                  | Belgio                                                                | 0 – 1                                                                 | Austria                                                               | Amichevole                                                            | -                                                                     |                                                                       |
| 10-7-2022                                                             | Manchester                                                            | Belgio                                                                | 1 – 1                                                                 | Islanda                                                               | Euro 2022 - Fase a gironi                                             | 1                                                                     | 85’                                                                   |
| 14-7-2022                                                             | Rotherham                                                             | Francia                                                               | 2 – 1                                                                 | Belgio                                                                | Euro 2022 - Fase a gironi                                             | -                                                                     | 59’                                                                   |
| 18-7-2022                                                             | Manchester                                                            | Italia                                                                | 0 – 1                                                                 | Belgio                                                                | Euro 2022 - Fase a gironi                                             | -                                                                     |                                                                       |
| 22-7-2022                                                             | Leigh                                                                 | Svezia                                                                | 1 – 0                                                                 | Belgio                                                                | Euro 2022 - Quarti di finale                                          | -                                                                     |                                                                       |
| 2-9-2022                                                              | Lovanio                                                               | Belgio                                                                | 0 – 1                                                                 | Norvegia                                                              | Qual. Mondiali 2023                                                   | -                                                                     |                                                                       |
| 6-9-2022                                                              | Erevan                                                                | Armenia                                                               | 0 – 7                                                                 | Belgio                                                                | Qual. Mondiali 2023                                                   | 1                                                                     | 60’                                                                   |
| 6-10-2022                                                             | Vizela                                                                | Portogallo                                                            | 2 – 1                                                                 | Belgio                                                                | Qual. Mondiali 2023 - Play-off                                        | -                                                                     | 90+2’                                                                 |
| 12-11-2022                                                            | Bruxelles                                                             | Belgio                                                                | 7 – 0                                                                 | Slovacchia                                                            | Amichevole                                                            | -                                                                     |                                                                       |
| 16-2-2023                                                             | Milton Keynes                                                         | Italia                                                                | 1 – 2                                                                 | Belgio                                                                | Arnold Clark Cup 2023                                                 | -                                                                     |                                                                       |
| 19-2-2023                                                             | Coventry                                                              | Belgio                                                                | 2 – 1                                                                 | Corea del Sud                                                         | Arnold Clark Cup 2023                                                 | -                                                                     |                                                                       |
| 22-2-2023                                                             | Bristol                                                               | Inghilterra                                                           | 6 – 1                                                                 | Belgio                                                                | Arnold Clark Cup 2023                                                 | -                                                                     |                                                                       |
| Totale                                                                |                                                                       | Presenze                                                              | 45                                                                    |                                                                       | Reti                                                                  | 6                                                                     |                                                                       |

## Palmarès

### Club

#### Competizioni nazionali
- Campionato belga: 1

Anderlecht: 2017-2018
- Coppa del Belgio: 5

Sinaai Girls: 2008-2009, 2009-2010, 2010-2011
Lierse: 2014-2015, 2015-2016
- Supercoppa belga femminile: 1

Sinaai Girls: 2010